# Pierangelo Bincoletto
Pierangelo Bincoletto (Oderzo, 14 de marzo de 1959) es un deportista italiano que compitió en ciclismo en las modalidades de pista, especialista en las pruebas de persecución, y ruta.
Ganó dos medallas en el Campeonato Mundial de Ciclismo en Pista de 1979, plata en la prueba de persecución individual y bronce en persecución por equipos.
Participó en los Juegos Olímpicos de Moscú 1980, ocupando el cuarto lugar en la prueba de persecución por equipos y el séptimo lugar en persecución individual.

## Medallero internacional
| Campeonato Mundial | Campeonato Mundial       | Campeonato Mundial | Campeonato Mundial          |
| Año                | Lugar                    | Medalla            | Competición                 |
| ------------------ | ------------------------ | ------------------ | --------------------------- |
| 1979               | Ámsterdam (Países Bajos) | Medalla de plata   | Puntuación (A)              |
| 1979               | Ámsterdam (Países Bajos) | Medalla de bronce  | Persecución por equipos (A) |

## Palmarés en ruta
- 1978 
  - 1.º en La Popolarissima
  - 1.º en el Piccolo Giro de Lombardía
- 1984 
  - Vencedor de una etapa del Giro del Trento

### Resultados al Giro de Italia
- 1983. 104.º de la clasificación general
- 1985. Abandona (16.ª etapa)
- 1986. 75.º de la clasificación general
- 1988. 101.º de la clasificación general

### Resultados al Tour de Francia
- 1986. 128.º de la clasificación general

## Palmarés en pista
- 1979
  - Campeón de Italia amateur de persecución por equipos
  - Campeón de Italia amateur de puntuación
- 1982
  - Campeón de Italia de puntuación
- 1987
  - 1.º en los Seis días de Róterdam (con Danny Clark)
- 1989
  - 1.º en los Seis días de Zúrich (con Adriano Baffi)
  - 1.º en los Seis días de Burdeos (con Laurent Biondi)
- 1990
  - Campeón de Europa de Madison (con Jens Veggerby)
  - 1.º en los Seis días de Zúrich (con Adriano Baffi)
- 1992
  - 1.º en los Seis días de Stuttgart (con Danny Clark)
  - 1.º en los Seis días de Grenoble (con Gilbert Duclos-Lassalle)
- 1993
  - 1.º en los Seis días de Grenoble (con Gilbert Duclos-Lassalle)
- 1996
  - 1.º en los Seis días de Bolonia (con Adriano Baffi)